# Szczakowa Północ
Szczakowa Północ - węzłowa stacja towarowa kolei piaskowej w jaworznickiej dzielnicy Szczakowa, w województwie śląskim (małopolska część województwa) w Polsce; znajduje się przy ujściu Kanału Szczakowskiego (Kanał Główny) do Białej Przemszy, usytuowana jest na dawnej tzw. Wschodniej Magistrali Piaskowej, między stacjami Jęzor Centralny a Szczakowa Południe. Stacja dawniej obsługiwała składy towarowe z materiałem podsadzkowym, obecnie jest to gaz płynny. 

## Opis
Posterunek ruchu znajduje się na dawnych liniach kolei piaskowych:
- 202. Jęzor Centralny JCA - Szczakowa Południe - Podlesie
- 412. Szczakowa Północ - Sławków Cieśle.

Według stanu na 2025 r. ze stacji odgałęziają się następujące bocznice i linie:
- bocznica "PG Infrastruktura – Szczakowa Północ" (dawny szlak Jęzor Centralny JCA - Szczakowa Północ linii kolejowej nr 202,
- bocznica "CET – Szczakowa Północ" (dawna linia kolejowa nr 412)
- Linia kolejowa PG-PLK (łącząca stację Szczakowa Północ ze stacją Jaworzno Szczakowa).